# حسین ایل‌بیگی
حسین ایل‌بیگی هنرپیشه سینما و تلویزیون اهل ایران بود.

## زندگی‌نامه
حسین ایل‌بیگی با نامِ هنری کسری، همزمان با طی دورۀ «هنرگاه افرازمندی» در سال ۱۳۳۵، به هنر علاقه‌مند شد و در کنار خطاطی، نقاشی و طراحی، مشغول به تابلونویسی گردید. سپس در رشتۀ موسیقی و حرکات موزون در «انجمن فولکوریک فرهنگ و هنر» مشغول به فعالیت شد که حاصل آن را می‌توان در فیلم الماس ۳۳ به کارگردانی داریوش مهرجویی مشاهده کرد. با انتقال ادارۀ مربوطه به تبریز، در سال ۱۳۵۰ در کاخ جوانان به اجرای تئاتر پرداخت و با بخش فرهنگ و هنر آذربایجان شرقی همکاری نمود. او در «گروه تئاتر امروز» به بازیگری مشغول شد و در چند نمایشنامه شرکت کرد. در سال ۱۳۵۴ مؤسس و سرپرست گروه تئاتر آذر شد و نمایشنامه‌هایی را نویسندگی و کارگردانی نمود و به‌روی صحنه برد. پس از انقلاب اسلامی، به تهران منتقل شد و به همکاری خود با وزارت فرهنگ و ارشاد اسلامی ادامه داد.
او در سال ۱۳۶۰ به تلویزیون راه یافت و به عضویت انجمن بازیگران سینما درآمد.

## جوایز
ایل‌بیگی در سال ۱۳۷۷ به خاطر بازی در فیلم بودن یا نبودن به کارگردانی کیانوش عیاری، تندیس بازیگری نقش دوم مکمل و لوح زرین یادبود را از ریاست تلویزیون دریافت کرد.
وی همچنین در دومین دوره جشن سینمای ایران (مهر ۱۳۷۷)، بابت ایفای نقش در همین فیلم، برندهٔ جایزهٔ «بهترین بازیگر مرد نقش مکمل» شد.

## فیلم‌شناسی

### سینما
1. مارمولک (۱۳۸۲)
2. مثلث آبی (۱۳۷۸)
3. بودن یا نبودن (۱۳۷۷)
4. رؤیای نیمه‌شب تابستان (۱۳۷۳)
5. عبور از تله (۱۳۷۲)
6. چون ابر در بهاران (۱۳۶۹)
7. غفلت (۱۳۶۸)

### تلویزیون
| سال       | نام               | سمت    | کارگردان       | توضیحات                           |
| ۱۳۸۶      | روزگار قریب       | بازیگر | کیانوش عیاری   | ساخت آن از سال ۱۳۸۱ آغاز شده بود. |
| ۱۳۸۵      | برج عاج           | بازیگر | علیرضا اخلاقی  | محصول سیمای مرکز فارس             |
| ۱۳۸۳–۱۳۸۲ | آهوی ماه نهم      | بازیگر | مسعود نوابی    |                                   |
| ۱۳۸۲–۱۳۸۱ | این راهش نیست     | بازیگر | نوید میهن‌دوست  | شبکه ۳                            |
| ۱۳۸۰      | دردسر والدین      | بازیگر | مسعود نوابی    | شبکه ۳                            |
| ١٣٧٩      | ولایت عشق         | بازیگر | مهدی فخيم زاده |                                   |
| ۱۳۷۶      | پهلوانان نمی‌میرند | بازیگر | حسن فتحی       |                                   |
| ۱۳۷۰      | بچه‌های وشان (راه) | بازیگر | بهرام کاظمی    | برنامه کودک و نوجوان شبکه ۲       |